# Blankenheim (Ahr)
Blankenheim település Németországban, azon belül Észak-Rajna-Vesztfália tartományban. Lakosainak száma 8435 fő (2023. december 31.). Blankenheim Nettersheim és Dahlem községekkel határos.

## Népesség
A település népességének változása:
| Lakosok száma | 7394 | 8397 | 8313 | 8337 | 8433 | 8435 |
|               | 1975 | 2017 | 2019 | 2021 | 2022 | 2023 |